# Курава
Курава или Кулава, также Корава , — существовавшее ещё к началу XX века раздробленное племя, рассеянное по южной Индии.
В Майсуре куравы жили в горах и лесах и имели свой собственный (дравидийский) язык (еркал). Многие куравы имели склонность к бродяжничеству; более зажиточные вели оседлую и земледельческую жизнь.
Цвет кожи у куравов более тёмный, чем у окружающих индусов. Оценка их физического и умственного развития была низкой.